# 萧卓然
萧卓然（1908年—？），男，四川新都人，中国口腔科学家，曾任浙江医科大学教授，华西医科大学教授、博士生导师。